# 约鲁巴艺术

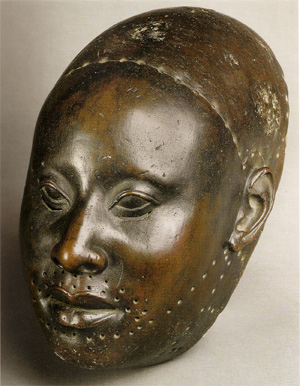
奥巴鲁丰·阿莱莫尔的铜质面具，现藏于伊费文物博物馆

约鲁巴艺术，是指以西非的约鲁巴人（主要集中在贝宁、尼日利亚和多哥，以及迁居到加纳和塞拉利昂部分地区的移民）所代表的艺术。它是非洲最优秀的艺术传统之一，这一传统在今日仍具备活力及影响力。
约鲁巴艺术主要集中在宫廷法杖、服装和皇冠珠饰等贵族器具上。古代皇宫还委托制作了许多建筑作品，如廊柱与宫门等，这些建筑装饰均被精心雕刻。其他约鲁巴艺术则与神龛和面具传统有关。约鲁巴人有丰富的神灵崇拜文化，供奉这些神灵神龛均是精美的装饰雕刻品。假面的传统则因地而异，民众根据不同节日和庆祝活动而使用各种类型的面具。

## 历史
丰富的自然资源奠定了约鲁巴人能在撒哈拉以南非洲塑造最复杂的文化之一。在公元1000年后，他们的圣城伊费已成为一个主要的城市中心。它拥有高度复杂的宗教、社会和政治机构。在公元1300年前后时期，伊费的艺术家们已经在雕塑领域充分运用了赤土、石料和铜合金（铜、黄铜和青铜）等材料。传说其中很多作品是在奥巴鲁丰二世的资助下创作的，他也被视为约鲁巴人的黄铜铸造、编织和礼服的守护神。作为约鲁巴人的文明起源地，伊费王国的一些遗迹仍保留至今。
在过去的九个世纪中，当地曾存续过一系列的约鲁巴王朝。伊费是其中最早建立的一个王朝；奥约帝国也很早建立，西南部的奥瓦王国与奥约保持着密切联系。伊费帝国还影响了贝宁的艺术和文化风格，这一影响可追溯到14世纪或更早时期。奥瓦艺术家为贝宁宫廷提供了精美的象牙作品，并改进了官方服饰。
约鲁巴艺术的繁荣昌盛一直延续到十九世纪，由于奴隶贸易和战争兴起，该文化艺术遭到了损失。这种破坏的影响之一，是数以百万计的约鲁巴人被迫流散到世界各地，并这导致在其他非洲国家的艺术、宗教和社会生活中都出现了强烈的约鲁巴特征。

## 约鲁巴文化中的艺术与生活
约鲁巴人的艺术及艺术家习俗深深扎根于伊法文法中，其表明奥贡（Ogun）、奥巴塔拉（Obatala）、奥顺（Oshun）和奥巴鲁丰（Obalufon）等奥里莎神明是艺术性神话的创造核心。
为了充分理解艺术（onà）在约鲁巴文化中的中心地位，人们必须了解他们的宇宙观。该论述将存在（ìwà）的起源追溯到一个被称为奥乐杜马尔（Olódùmarè）的最高神，是“阿斯”的创造者，具有维持和改变宇宙的能力。在约鲁巴人眼中的艺术，是始于奥洛德马雷委托艺术家神奥巴塔拉（Obatala）用泥土塑造第一个人类形象。今天约鲁巴人仍习惯用“愿奥巴塔拉为我们塑造一件好艺术品”（May Obatala fashion for us a good work of art.）来祝福孕妇。
阿斯（Aṣẹ）的理念影响了约鲁巴艺术的构成风格。在视觉艺术中，一个设计可以是以分段呈现的，也可以是连续的——其整体是缺乏连续性，但不同组成仍共享着相同的价值内涵。在伊法托盘和碗、廊柱、雕刻门饰和先祖面具中均可看到这种元素。

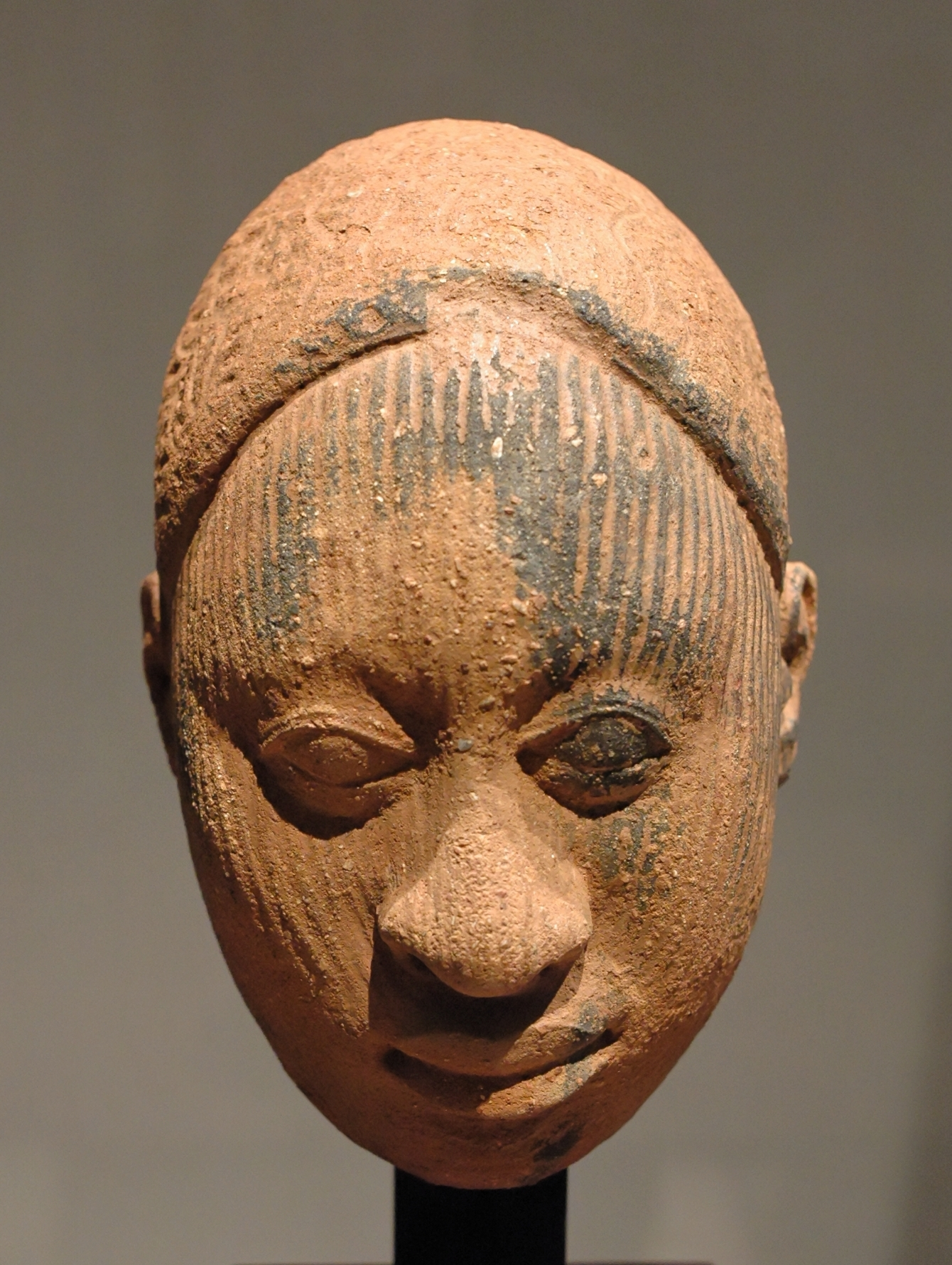
伊费头像，赤土制，年代大概12-14世纪；高度：15.5厘米
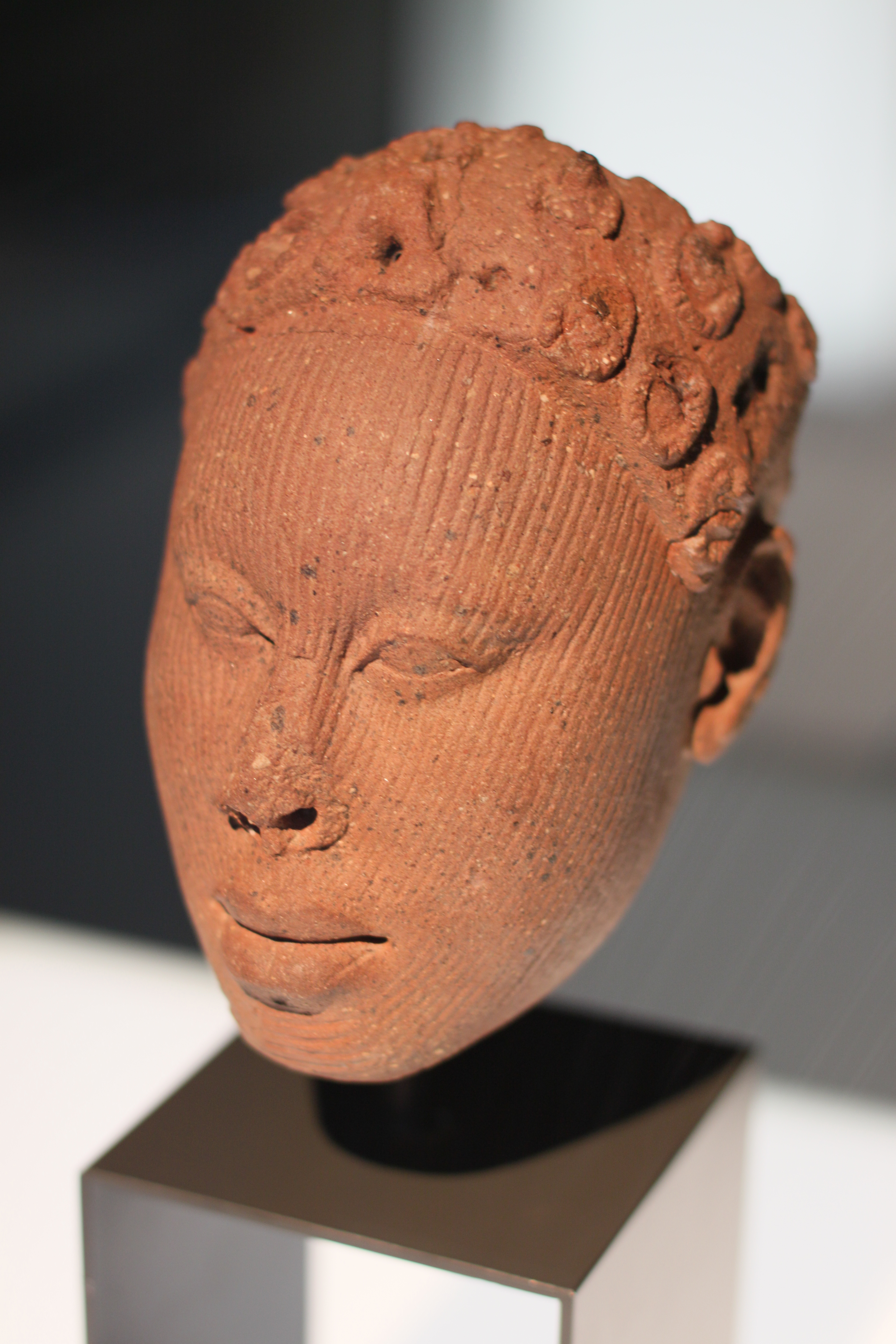
国王或政要半身像，公元12-15世纪；赤土制；在尼日利亚伊费发现，藏于德国柏林民族学博物馆
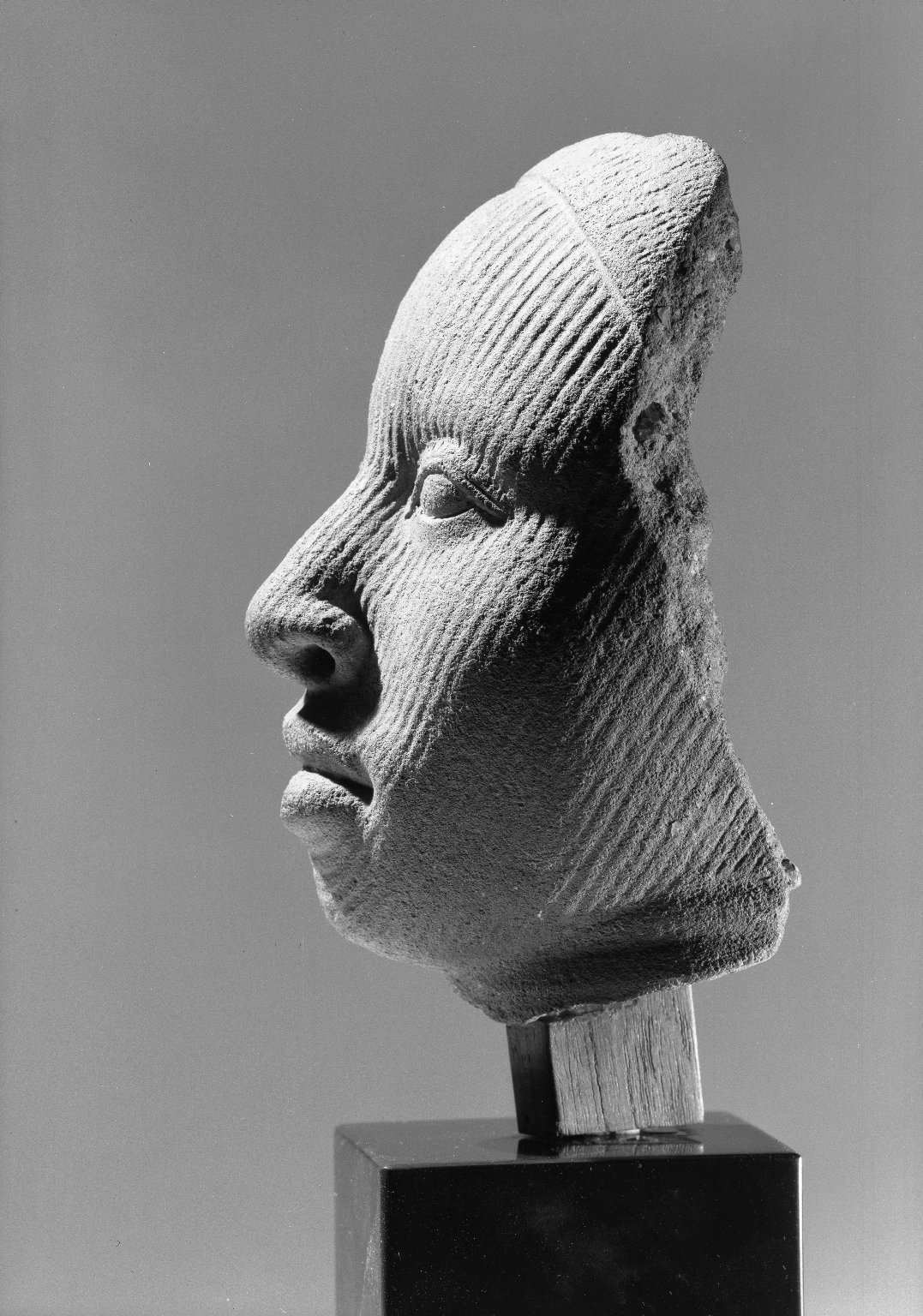
伊费人头像碎片，藏于布鲁克林博物馆
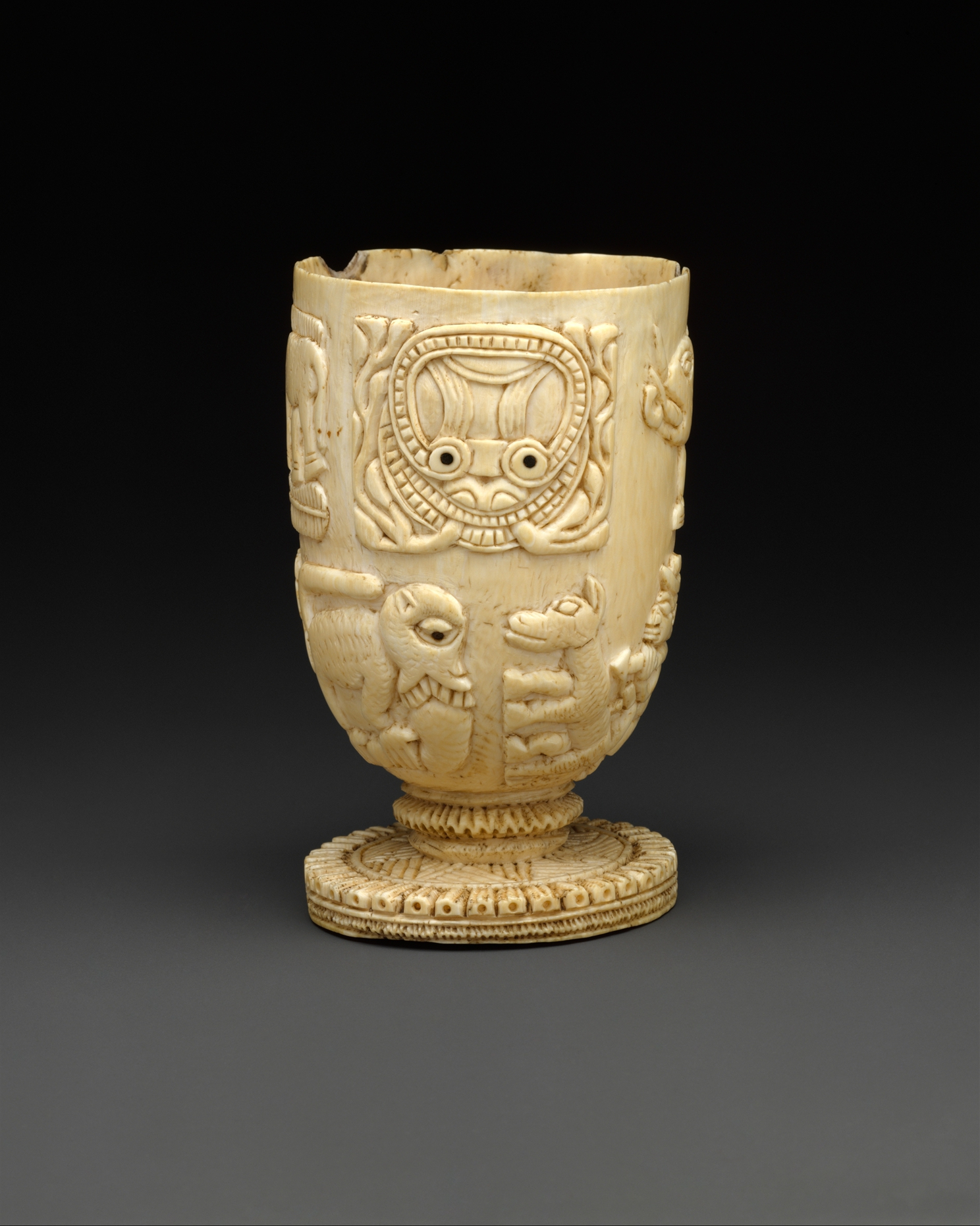
祭祀用象牙容器
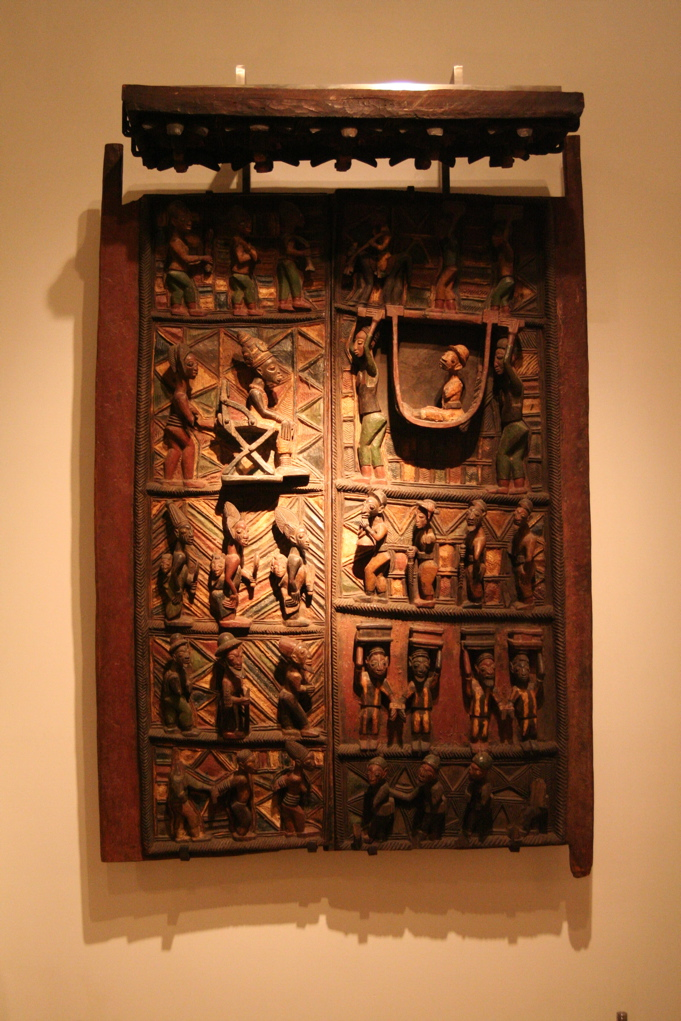
精装饰板门
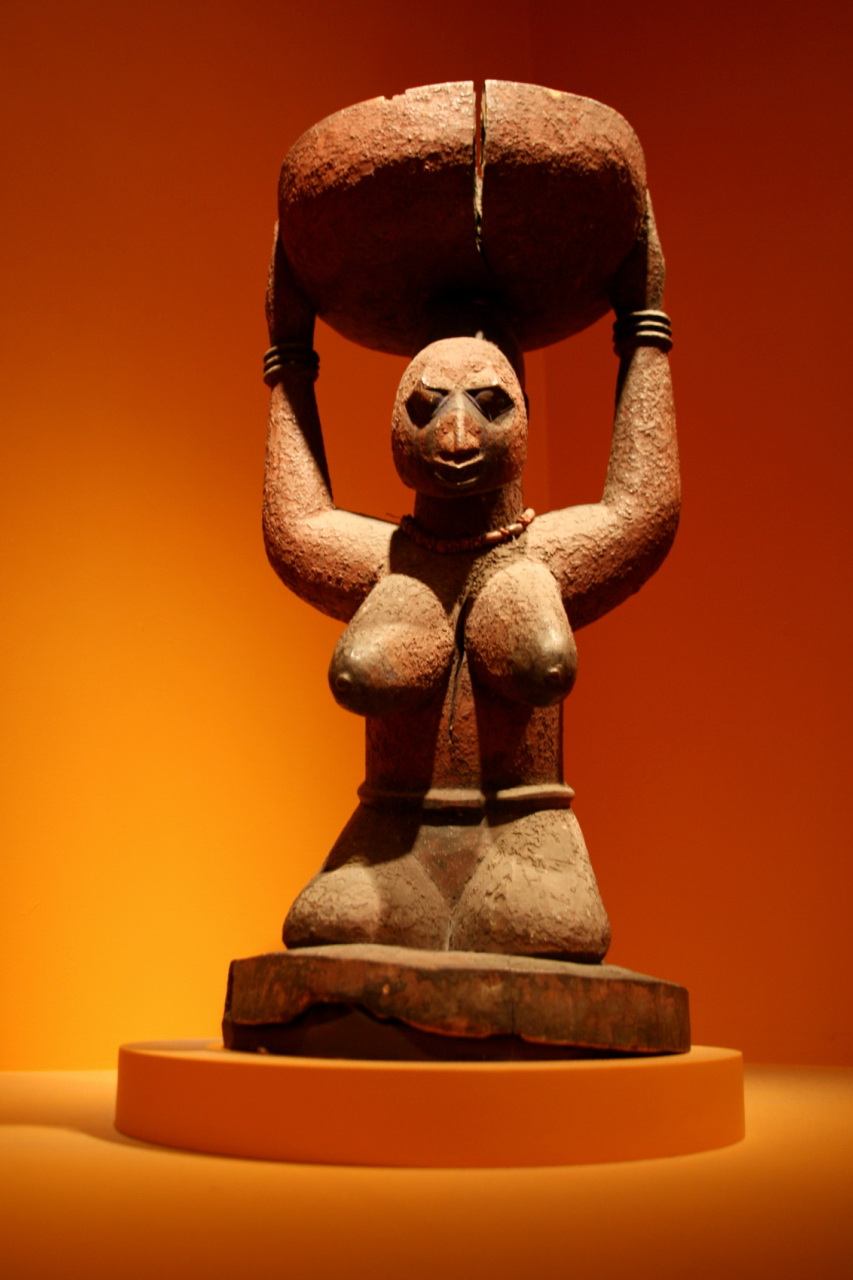
来自奥克-奥尼格宾（英语：Oke-Onigbin）神庙的女性雕塑人物
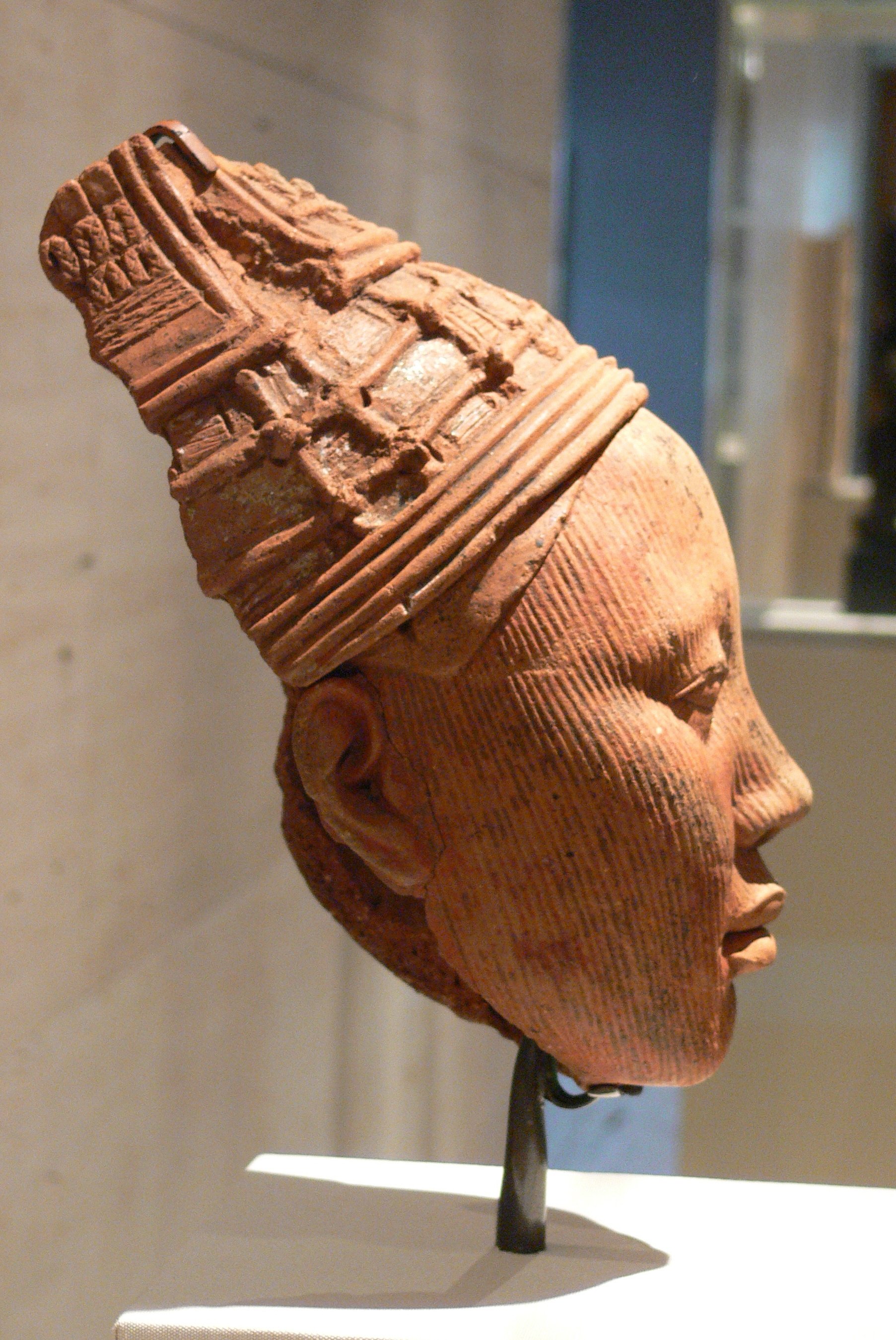
可能是国王的土质头像；12-14世纪；26.7 × 14.5 × 18.7厘米；现藏于美国德州的金贝尔艺术博物馆（英语：Kimbell Art Museum）
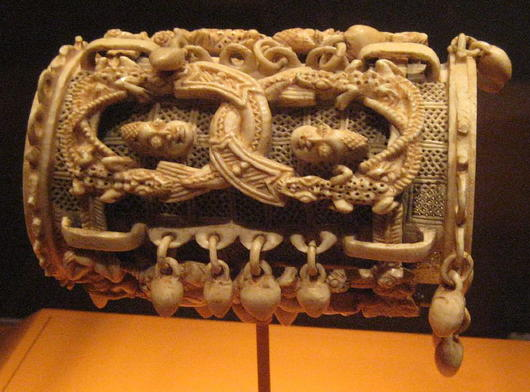
16世纪约鲁巴人的臂章